# Метод заломлених хвиль
Ме́тод зало́млених хвиль (рос. метод преломленных волн; англ. refraction shooting; нім. Refraktionsverfahren n, Refraktionsmethode f) — метод сейсмічної розвідки, що базується на реєстрації хвиль, які заломлюються в земній корі в шарах, що характеризуються підвищеною швидкістю поширення сейсмічних хвиль, і проходять в них значну частину шляху. 
Збудження сейсмічних коливань ведеться на поверхні або в свердловинах і шурфах вибухами ВР або невибуховими джерелами сейсмічних коливань. Заломлені хвилі реєструють на поверхні стандартними і спеціалізованими сейсморозвідувальними станціями. 
Метод заломлених хвиль застосовується при регіональних дослідженнях будови земної кори (вивчення рельєфу поверхні кристалічного фундаменту, структури осадової товщі) на глибини до 10–20 км, трасуванні тектонічних порушень, а також при інженерно-геологічних дослідженнях.